# Yuvaköy, Amasya
Yuvaköy là một xã thuộc thành phố Amasya, tỉnh Amasya, Thổ Nhĩ Kỳ. Dân số thời điểm năm 2010 là 181 người.